# جيمس كوبر مورتون
جيمس كوبر مورتون هو محامي كندي، ولد في 1960.